# Amalia Koutsouri
Amalia Koutsouri (Grieks: Αμαλία Κουτσούρη-Φλέμινγκ) (Istanboel, 28 juni 1912 – Athene, 26 februari 1986), door haar huwelijk met sir Alexander Fleming (1881-1955) ook bekend als lady Amalia Fleming, was een Grieks arts, bacteriologe en politiek activiste.

## Biografie
Koutsouri studeerde geneeskunde aan de universiteit van Athene en huwde een eerste maal met architect Manoli Vourekas. Na hun scheiding huwde ze in 1953 met Alexander Fleming met wie ze samenwerkte in Londen. Ze was een politiek tegenstander van de militaire junta in Griekenland.
In september 1971 werd zij met vier anderen gearresteerd in Griekenland op beschuldiging plannen te hebben beraamd om Alexandros Panagoulis uit de gevangenis te bevrijden. Deze laatste zat een levenslange gevangenisstraf uit voor een moordaanslag op premier Georgios Papadopoulos. Koutsouri werd door de krijgsraad tot 16 maanden gevangenis veroordeeld, maar ze werd om gezondheidsredenen vervroegd vrijgelaten. Ze werd gedeporteerd en verloor haar Grieks paspoort.
Vanuit Groot-Brittannië zette ze haar verzet tegen de dictatuur verder. Pas na de val van de kolonels in 1974 kon zij naar Griekenland terugkeren. Ze werd er lid en verkozene van de socialistische partij PASOK.

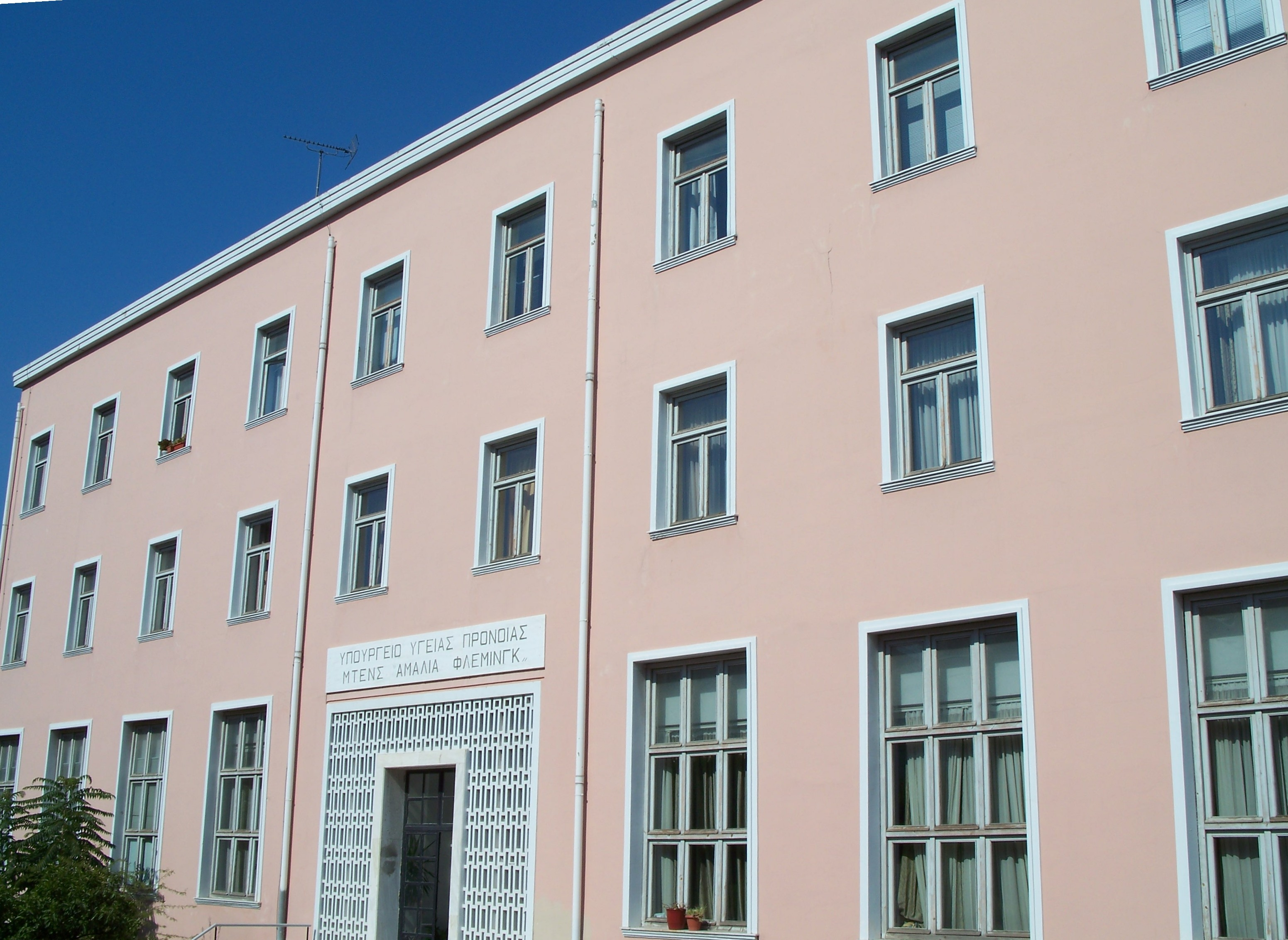
Het Amalia Flemingziekenhuis in Athene werd naar haar vernoemd.

- Gemeinsame Normdatei: 1318001838
- International Standard Name Identifier: 0000 0000 5359 4499
- Library of Congress Control Number: no98108682
- Nationale Bibliotheek van Israël: 987007356811605171
- Nederlandse Thesaurus van Auteursnamen: 071159223
- Virtual International Authority File: 7015014
- WorldCat: E39PBJqqxDYJqrRPRMyQWpdvpP